# Hendrik Trajectinus, Conte di Solms
Hendrik Trajectinus Conte di Solms (Utrecht, 1636 – Neerwinden, 13 luglio 1693) è stato un militare danese, tenente generale dell'esercito.

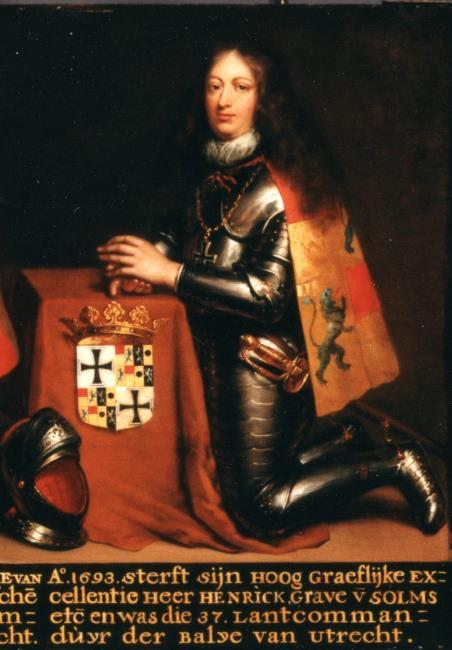
Hendrik Trajectinus, Conte di Solms

Fu uno dei protagonisti della guerra della Grande Alleanza dove ricoprì un importante ruolo durante la battaglia di Steenkerque.
Fu ucciso nella battaglia di Landen.